# Атенхофен
Атенхофен (њем. Attenhofen) општина је у њемачкој савезној држави Баварска. Једно је од 24 општинска средишта округа Келхајм. Према процјени из 2010. у општини је живјело 1.343 становника. Посједује регионалну шифру (AGS) 9273115.

## Географски и демографски подаци
Атенхофен се налази у савезној држави Баварска у округу Келхајм. Општина се налази на надморској висини од 465 метара. Површина општине износи 31,5 km². У самом мјесту је, према процјени из 2010. године, живјело 1.343 становника. Просјечна густина становништва износи 43 становника/km².